# Gibbs Aquada
Gibbs Aquada – amfibia wysokiej prędkości wyprodukowana przez Gibbs Technologies. Był to pierwszy model tej firmy. Aquada to samochód koncepcyjny budowany w latach 2003–2004. Jest zdolna do jazdy z prędkością 160 km/h na lądzie i 50 km/h w wodzie. Wyposażona w napęd na tylne koła. Aquada nie jest łodzią z kołami ani pływającym samochodem. Jej konstrukcja została stworzona od podstaw, dzięki czemu powstało 60 patentów, m.in. koła, które chowają się podczas przebywania pojazdu w wodzie. Jest napędzana 2.5 litrową V6 Rovera. Była produkowana w Auckland w Nowej Zelandii. Jej następcami są Gibbs Humdinga i Gibbs Quadski.
W 2004 roku Richard Branson, właściciel Virgin Group przepłynął Aquadą kanał La Manche w 1 godzinę, 40 minut i 6 sekund. Pokonał w ten sposób rekord Amphicara z 1968 roku o 4 minuty 20 sekund.
W sierpniu 2004 roku dziennikarz magazynu Top Gear zamierzał obejrzeć wyścig Grand Prix Monako za darmo. Wykorzystał do tego Aquadę. Niestety jego plan się nie udał, ponieważ Aquada jest zbyt niska.